# The Boss of the Lazy Y
Pour plus de détails, voir Fiche technique et Distribution.
The Boss of the Lazy Y est un film américain réalisé par Clifford Smith, sorti en 1918.

## Synopsis
Calumet Marston revient au "Lazy Y", le ranch familial, après en être parti pendant des années à la suite d'une querelle avec son père, car il a appris le meurtre de ses parents par les frères Taggart. Il va tomber amoureux de Betty Clayton, à qui son père avait confié la direction du ranch.

## Fiche technique
- Titre original : The Boss of the Lazy Y
- Réalisation : Clifford Smith
- Scénario : Alan James, d'après le roman homonyme de Charles Alden Seltzer (en)
- Photographie : Stephen Rounds
- Société de production : Triangle Film Corporation, Fine Arts Film Company
- Société de distribution : Triangle Distributing Corporation
- Pays d'origine :  États-Unis
- Langue originale : anglais
- Format : noir et blanc — 35 mm — 1,37:1 — Film muet
- Genre : Western
- Durée : 50 minutes (5 bobines)
- Dates de sortie :  États-Unis : 7 avril 1918
- Licence : Domaine public

## Distribution
- Roy Stewart : Calumet Marston
- Josie Sedgwick : Betty Clayton
- Frank MacQuarrie : Tom Taggart
- Graham Pettie : Jim Marston
- Walt Whitman : Malcolm Clayton
- Aaron Edwards : Neal Taggart
- Frankie Lee : Bob Clayton
- William Ellingford : Dane Toban
- Bill Patton : Dade